# Groupe 6 des éliminatoires du Championnat d'Europe féminin de football 2017
 (avril 2016).
Si vous disposez d'ouvrages ou d'articles de référence ou si vous connaissez des sites web de qualité traitant du thème abordé ici, merci de compléter l'article en donnant les références utiles à sa vérifiabilité et en les liant à la section « Notes et références ».
Navigation
Groupe 5 Groupe 7
Cet article donne les résultats détaillés des matchs du Groupe 6 de la phase de groupes des éliminatoires pour l'Euro 2017 de football féminin.

## Classement
En fonction du règlement de l'UEFA relatif à cette compétition.
| Rang | Équipe          | Pts | J | G | N | P | Bp | Bc | Diff |  | Résultats (▼ dom., ► ext.) |     |     |     |     |     |
| ---- | --------------- | --- | - | - | - | - | -- | -- | ---- |  | -------------------------- | --- | --- | --- | --- | --- |
| 1    | Suisse          | 24  | 8 | 8 | 0 | 0 | 34 | 3  | +31  |  | Suisse                     |     | 2-1 | 5-1 | 4-0 | 4-0 |
| 2    | Italie          | 18  | 8 | 6 | 0 | 2 | 26 | 8  | +18  |  | Italie                     | 0-3 |     | 3-1 | 3-1 | 6-1 |
| 3    | Tchéquie        | 10  | 8 | 3 | 1 | 4 | 13 | 18 | -5   |  | Tchéquie                   | 0-5 | 0-3 |     | 3-0 | 4-1 |
| 4    | Irlande du Nord | 7   | 8 | 2 | 1 | 5 | 10 | 22 | -12  |  | Irlande du Nord            | 1-8 | 0-3 | 1-1 |     | 4-0 |
| 5    | Géorgie         | 0   | 8 | 0 | 0 | 8 | 2  | 34 | -32  |  | Géorgie                    | 0-3 | 0-7 | 0-3 | 0-3 |     |

- Qualifié directement pour l'Euro 2017
- Barragiste
- Éliminé de la compétition

## Résultats et calendrier
Le lien « Rapport » en bas de chaque feuille de match permet de voir davantage de détails vers la source UEFA.
| 18 septembre 2015 | Italie                                                                     | 6 - 1   | Géorgie    | Stadio Alberto Picco, La Spezia                 |                                                 |
| 18 h 30 HEC       | Cernoia 13e · Giugliano 23e · Manieri 42e · Sabatino 58e · Girelli 79e 83e | (3 - 1) | Gabelia 3e | Spectateurs : 2,100 Arbitrage : Zuzana Kováčová | Spectateurs : 2,100 Arbitrage : Zuzana Kováčová |
| 18 h 30 HEC       | Rapport                                                                    |         |            | Spectateurs : 2,100 Arbitrage : Zuzana Kováčová | Spectateurs : 2,100 Arbitrage : Zuzana Kováčová |

| 22 septembre 2015 | Géorgie | 0 - 3   | Tchéquie                            | Mikheil Meskhi Stadium, Tbilisi             |                                             |
| 17 h 00 HEC       |         | (0 - 0) | I. Martínková 69e 88e · Voňková 73e | Spectateurs : 1,100 Arbitrage : Paula Brady | Spectateurs : 1,100 Arbitrage : Paula Brady |
| 17 h 00 HEC       | Rapport |         |                                     | Spectateurs : 1,100 Arbitrage : Paula Brady | Spectateurs : 1,100 Arbitrage : Paula Brady |

| 24 octobre 2015 | Italie  | 0 - 3   | Suisse                              | Stadio Dino Manuzzi, Cesena                      |                                                  |
| 14 h 30 HEC     |         | (0 - 0) | Bachmann 59e 62e · Crnogorčević 87e | Spectateurs : 2,500 Arbitrage : Pernilla Larsson | Spectateurs : 2,500 Arbitrage : Pernilla Larsson |
| 14 h 30 HEC     | Rapport |         |                                     | Spectateurs : 2,500 Arbitrage : Pernilla Larsson | Spectateurs : 2,500 Arbitrage : Pernilla Larsson |

|             | Géorgie | 0 - 3   | Irlande du Nord            | Mikheil Meskhi Stadium, Tbilisi                |                                                |
| 16 h 00 HEC |         | (0 - 2) | Nelson 3e · Bergin 29e 56e | Spectateurs : 500 Arbitrage : Barbara Poxhofer | Spectateurs : 500 Arbitrage : Barbara Poxhofer |
| 16 h 00 HEC | Rapport |         |                            | Spectateurs : 500 Arbitrage : Barbara Poxhofer | Spectateurs : 500 Arbitrage : Barbara Poxhofer |

| 27 octobre 2015 | Tchéquie | 0 - 3   | Italie                                       | Letní stadion, Chomutov                         |                                                 |
| 18 h 15 HEC     |          | (0 - 2) | Mauro 19e · Manieri 42e (pen.) · Bartoli 78e | Spectateurs : 1,260 Arbitrage : Katalin Kulcsár | Spectateurs : 1,260 Arbitrage : Katalin Kulcsár |
| 18 h 15 HEC     | Rapport  |         |                                              | Spectateurs : 1,260 Arbitrage : Katalin Kulcsár | Spectateurs : 1,260 Arbitrage : Katalin Kulcsár |

|             | Suisse                                                              | 4 - 0   | Géorgie | Tissot Arena, Biel/Bienne                        |                                                  |
| 18 h 30 HEC | Skhirtladze 9e (csc) · Crnogorčević 34e · Dickenmann 50e · Humm 74e | (2 - 0) |         | Spectateurs : 2,252 Arbitrage : Sofia Karagiorgi | Spectateurs : 2,252 Arbitrage : Sofia Karagiorgi |
| 18 h 30 HEC | Rapport                                                             |         |         | Spectateurs : 2,252 Arbitrage : Sofia Karagiorgi | Spectateurs : 2,252 Arbitrage : Sofia Karagiorgi |

| 27 novembre 2015 | Irlande du Nord | 1 - 8   | Suisse                                                                                                | Mourneview Park, Lurgan                       |                                               |
| 20 h 30 HEC      | Furness 37e     | (1 - 5) | Humm 14e 35e · Kiwic 28e · Moser 33e · Ismaili 36e · Crnogorčević 59e · Deplazes 74e · Dickenmann 85e | Spectateurs : 250 Arbitrage : Zuzana Kováčová | Spectateurs : 250 Arbitrage : Zuzana Kováčová |
| 20 h 30 HEC      | Rapport         |         | | Spectateurs : 250 Arbitrage : Zuzana Kováčová | Spectateurs : 250 Arbitrage : Zuzana Kováčová |

| 1er décembre 2015 | Suisse                                                                | 5 - 1   | Tchéquie     | Stade de la Maladière, Neuchâtel              |                                               |
| 19 h 00 HEC       | Bürki 23e · Humm 28e · Bachmann 33e · Crnogorčević 42e · Terchoun 84e | (4 - 0) | Svitková 73e | Spectateurs : 2,008 Arbitrage : Kateryna Zora | Spectateurs : 2,008 Arbitrage : Kateryna Zora |
| 19 h 00 HEC       | Rapport                                                               |         |              | Spectateurs : 2,008 Arbitrage : Kateryna Zora | Spectateurs : 2,008 Arbitrage : Kateryna Zora |

| 9 avril 2016 | Suisse                     | 2 - 1   | Italie     | Tissot Arena, Biel/Bienne                   |                                             |
| 17 h 30 HEC  | Bachmann 7e · Terchoun 36e | (2 - 0) | Parisi 65e | Spectateurs : 2,208 Arbitrage : Morag Pirie | Spectateurs : 2,208 Arbitrage : Morag Pirie |
| 17 h 30 HEC  | Rapport                    |         |            | Spectateurs : 2,208 Arbitrage : Morag Pirie | Spectateurs : 2,208 Arbitrage : Morag Pirie |

| 12 avril 2016 | Tchéquie                                                 | 4 - 1   | Géorgie           | Stadion v Městských sadech, Opava           |                                             |
| 17 h 00 HEC   | L. Martínková 3e 57e · Zakhaidze 13e (csc) · Voňková 51e | (2 - 1) | Skhirtladze 45+1e | Spectateurs : 786 Arbitrage : Frida Nielsen | Spectateurs : 786 Arbitrage : Frida Nielsen |
| 17 h 00 HEC   | Rapport                                                  |         |                   | Spectateurs : 786 Arbitrage : Frida Nielsen | Spectateurs : 786 Arbitrage : Frida Nielsen |

|             | Italie                                    | 3 - 1   | Irlande du Nord | Mapei Stadium - Città del Tricolore, Reggio Emilia |                                                 |
| 18 h 00 HEC | Sabatino 71e · Mauro 86e · Stracchi 90+3e | (0 - 0) | Magill 62e      | Spectateurs : 1,114 Arbitrage : Lina Lehtovaara    | Spectateurs : 1,114 Arbitrage : Lina Lehtovaara |
| 18 h 00 HEC | Rapport                                   |         |                 | Spectateurs : 1,114 Arbitrage : Lina Lehtovaara    | Spectateurs : 1,114 Arbitrage : Lina Lehtovaara |

| 3 juin 2016 | Irlande du Nord                                | 4 - 0   | Géorgie | Solitude, Belfast                            |                                              |
| 20 h 30 HEC | Magill 1re · Callaghan 21e 40e · Furness 90+5e | (3 - 0) |         | Spectateurs : 320 Arbitrage : Viola Raudziņa | Spectateurs : 320 Arbitrage : Viola Raudziņa |
| 20 h 30 HEC | Rapport                                        |         |         | Spectateurs : 320 Arbitrage : Viola Raudziņa | Spectateurs : 320 Arbitrage : Viola Raudziņa |

| 4 juin 2016 | Tchéquie | 0 - 5   | Suisse                                                  | Stadion Střelnice, Jablonec nad Nisou          |                                                |
| 17 h 00 HEC |          | (0 - 3) | Humm 4e · Moser 35e 90+3e · Crnogorčević 40e 66e (pen.) | Spectateurs : 632 Arbitrage : Monika Mularczyk | Spectateurs : 632 Arbitrage : Monika Mularczyk |
| 17 h 00 HEC | Rapport  |         |                                                         | Spectateurs : 632 Arbitrage : Monika Mularczyk | Spectateurs : 632 Arbitrage : Monika Mularczyk |

| 7 juin 2016 | Géorgie | 0 - 7   | Italie                                                                            | Tengiz Burjanadze Stadium, Gori                  |                                                  |
| 16 h 00 HEC |         | (0 - 3) | Manieri 7e · Bonansea 21e 59e · Sabatino 41e · Mauro 75e · Girelli 79e (pen.) 90e | Spectateurs : 450 Arbitrage : Florence Guillemin | Spectateurs : 450 Arbitrage : Florence Guillemin |
| 16 h 00 HEC | Rapport |         |                                                                                   | Spectateurs : 450 Arbitrage : Florence Guillemin | Spectateurs : 450 Arbitrage : Florence Guillemin |

|             | Tchéquie                                  | 3 - 0   | Irlande du Nord | Stadion Střelnice, Jablonec nad Nisou    |                                          |
| 19 h 30 HEC | Voňková 3e · Cahynová 34e · Bartoňová 65e | (2 - 0) |                 | Spectateurs : 467 Arbitrage : Marte Sørø | Spectateurs : 467 Arbitrage : Marte Sørø |
| 19 h 30 HEC | Rapport                                   |         |                 | Spectateurs : 467 Arbitrage : Marte Sørø | Spectateurs : 467 Arbitrage : Marte Sørø |

| 3 août 2016 | Irlande du Nord    | 1 - 1   | Tchéquie        | Mourneview Park, Lurgan                    |                                            |
| 20 h 30 HEC | Furness 55e (pen.) | (0 - 1) | Chlastáková 35e | Spectateurs : 332 Arbitrage : Sara Persson | Spectateurs : 332 Arbitrage : Sara Persson |
| 20 h 30 HEC | Rapport            |         |                 | Spectateurs : 332 Arbitrage : Sara Persson | Spectateurs : 332 Arbitrage : Sara Persson |

| 15 septembre 2016 | Géorgie | 0 - 3   | Suisse                                                | Tengiz Burjanadze Stadium, Gori                   |                                                   |
| 14 h 00 HEC       |         | (0 - 2) | Crnogorčević 18e (pen.) · Humm 34e · Dickenmann 90+4e | Spectateurs : 350 Arbitrage : Marta Huerta De Aza | Spectateurs : 350 Arbitrage : Marta Huerta De Aza |
| 14 h 00 HEC       | Rapport |         |                                                       | Spectateurs : 350 Arbitrage : Marta Huerta De Aza | Spectateurs : 350 Arbitrage : Marta Huerta De Aza |

| 16 septembre 2016 | Irlande du Nord | 0 - 3   | Italie                               | Mourneview Park, Lurgan                    |                                            |
| 20 h 30 HEC       |                 | (0 - 1) | Girelli 45+1e 90+4e · Gabbiadini 76e | Spectateurs : 300 Arbitrage : Gyöngyi Gaál | Spectateurs : 300 Arbitrage : Gyöngyi Gaál |
| 20 h 30 HEC       | Rapport         |         |                                      | Spectateurs : 300 Arbitrage : Gyöngyi Gaál | Spectateurs : 300 Arbitrage : Gyöngyi Gaál |

| 20 septembre 2016 | Suisse                                    | 4 - 0   | Irlande du Nord | Tissot Arena, Biel/Bienne                     |                                               |
| 19 h 00 HEC       | Bernauer 17e 46e · Kiwic 42e · Rinast 54e | (2 - 0) |                 | Spectateurs : 1,308 Arbitrage : Tanja Subotič | Spectateurs : 1,308 Arbitrage : Tanja Subotič |
| 19 h 00 HEC       | Rapport                                   |         |                 | Spectateurs : 1,308 Arbitrage : Tanja Subotič | Spectateurs : 1,308 Arbitrage : Tanja Subotič |

|             | Italie                    | 3 - 1   | Tchéquie    | Stade Silvio-Piola, Vercelli                  |                                               |
| 19 h 00 HEC | Mauro 6e 14e · Guagni 62e | (2 - 1) | Voňková 13e | Spectateurs : 2,731 Arbitrage : Sandra Bastos | Spectateurs : 2,731 Arbitrage : Sandra Bastos |
| 19 h 00 HEC | Rapport                   |         |             | Spectateurs : 2,731 Arbitrage : Sandra Bastos | Spectateurs : 2,731 Arbitrage : Sandra Bastos |

## Meilleures buteuses
7 buts
- Ana-Maria Crnogorčević

6 buts
- Cristiana Girelli
- Fabienne Humm